# Kankurang
El kankurang (també anomenat kankourang, kankouran o konkoran) és un ritual d'iniciació practicat per la comunitat mandenkàs a Gàmbia i el Senegal, sobretot a Casamance i a la ciutat de M'Bour. El nom kankurang designa tant el ritual com el seu personatge principal. S'associa a les cerimònies de circumcisió i ritus d'iniciació.

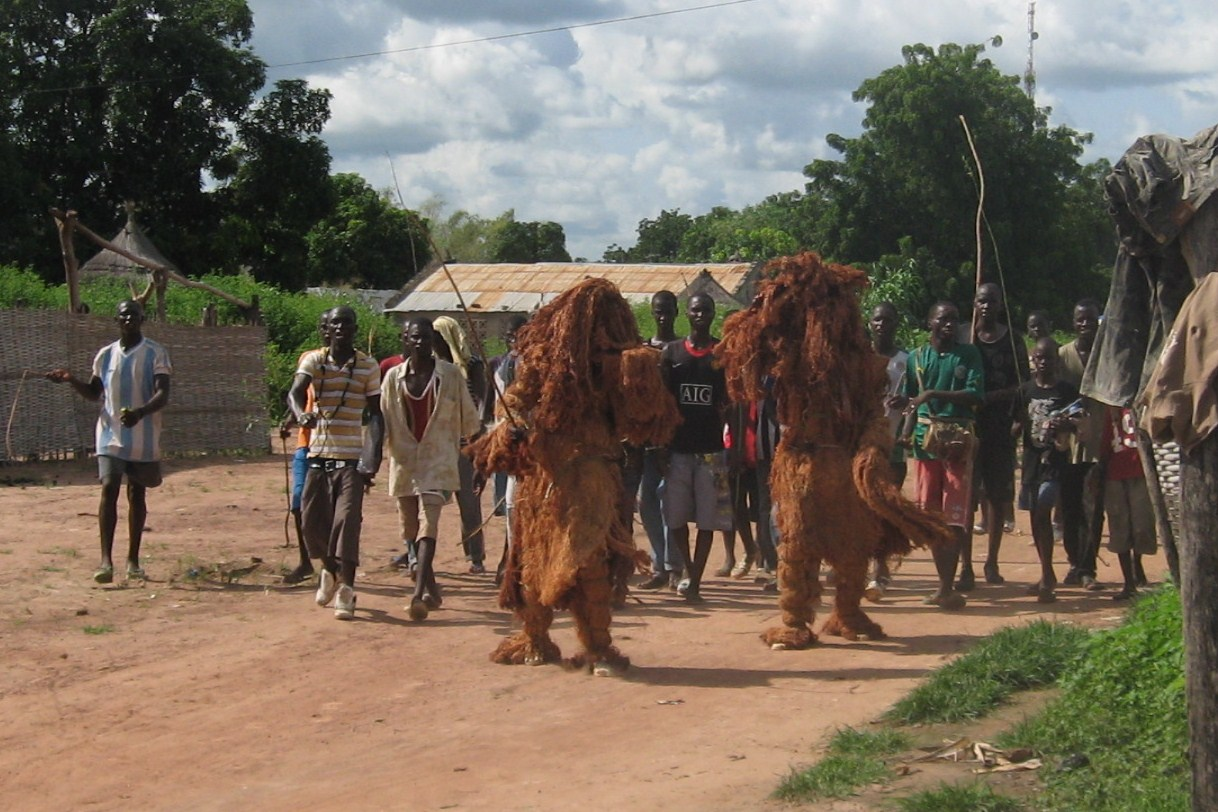
Desfilada del Kankurang

Segons la tradició, l'origen se'n remunta al Komo, una societat secreta de caçadors l'organització i pràctiques esotèriques dels quals contribuïren a l'emergència dels mandenkàs.
El kankurang és una garantia d'ordre i justícia i creuen que allunya els mals esperits. A més, té un paper de regulació i preservació dels valors socials. El 2005 el kankurang fou proclamat Patrimoni Cultural Immaterial de la Humanitat per la Unesco, i s'inscrigué oficialment en la Llista Representativa al 2008.
El kankurang vesteix amb fulles i branques del mateix color tot el cos, i duu a les mans dos matxets per fer-los sonar i alhora llança un crit agut per informar la població que ha de tornar a sa casa.

## Celebració del ritual
Aquest ritu es duu a terme entre els mesos d'agost i setembre. El personatge central de la cerimònia és el kankurang, un personatge mític interpretat per un iniciat tapat amb una màscara i recobert d'escorça i fibra de l'arbre faara. El ritual inclou diferents etapes com la designació de l'iniciat, la seua investidura per part dels ancians, la seua retirada a la selva i les processons pel llogaret. El kankurang desfila dansant, manejant dos matxets i proferint crits aguts. L'acompanyen antics iniciats i habitants del lloc, que, armats de pals, també canten, ballen i toquen tam-tams.